# Lavender Haze (pjesma Taylor Swift)
"Lavender Haze" je pjesma američke kantautorice Taylor Swift. To je prva pjesma na Swiftinom desetom studijskom albumu, Midnights (2022.), koji je objavljen 21. listopada 2022. preko Republic Recordsa. Napisali su je Swift, Jack Antonoff, Jahaan Sweet, Sounwave, Zoë Kravitz i Sam Dew, a producirala prva četvorica. Prema Swiftu, naslov je uobičajena fraza iz 1950-ih koja se odnosi na stanje zaljubljenosti, inspirirana serijom "Mad Men". Republic Records objavio je pjesmu za američki radio 29. studenog 2022., kao drugi singl s albuma.
Glazbeno, "Lavender Haze" hibridizira pop, ambijentalni house, R&B i disco glazbu, s elementima elektro hip hopa; njegova produkcija koristi modularne sintisajzere, prigušene sintetičke udarce bubnja, falseto vokale u refrenu. Stihovi su inspirirani online i tabloidnim ispitivanjem vezanim za romantičnu vezu između Swift i engleskog glumca Joea Alwyna. Kritičari su hvalili sparno raspoloženje pjesme, jednostavan tekst i plesnost.
"Lavender Haze" je prvi put izvedena na Swiftovoj šestoj glavnoj koncertnoj turneji, Eras Tour (2023.).

## Pozadina
Dana 28. kolovoza 2022. Taylor Swift najavila je svoj deseti studijski album, Midnights, koji je objavljen 21. listopada 2022. Popis pjesama nije odmah otkriven. Jack Antonoff, dugogodišnji Swiftin suradnik koji je radio s njom od njenog petog studijskog albuma 1989 (2014.), potvrđen je kao producent na Midnightsu videom objavljenim na Swiftinom Instagram računu 16. rujna 2022. pod nazivom "The Making of Midnights". Počevši od 21. rujna 2022., Swift je počela otkrivati popis pjesama nasumičnim redoslijedom kroz svoju kratku video seriju na TikToku, pod nazivom Midnights Mayhem with Me. Sastojala se od 13 epizoda, s jednom pjesmom otkrivenom u svakoj epizodi. Swift baca kavez za lutriju koji sadrži 13 ping pong loptica numeriranih od jedan do trinaest, od kojih svaka predstavlja pjesmu Midnights, a kada loptica ispadne, otkrila je naslov odgovarajuće pjesme na albumu, putem telefona. U sedmoj epizodi 5. listopada 2022., Swift je objavila naslov devete pjesme kao "Bejeweled". U devetoj epizodi 7. listopada 2022., Swift je objavila naslov uvodne pjesme na albumu kao "Lavender Haze".
Pjevačica je otkrila da je prvi put naišla na izraz "maglica boje lavande (lavender haze)" kada je gledala seriju Mad Men. Pjevačica je kasnije vidjela paralele između izraza i njezine veze s britanskim glumcem Joeom Alwynom. Swift je objasnila da je pjesma posebno inspirirana njezinom vezom s Alwynom.
Dana 1. svibnja 2023., Swift je sa svog Instagrama uklonila video u kojem opisuje značenje riječi "Lavender Haze", bez ikakvog objašnjenja. Mediji su primijetili da Swift nije izbrisala niti jedan drugi video s detaljima njezine inspiracije za Midnights.

## Glazbeni video
Glazbeni video za "Lavender Haze" bio je zadirkivan zajedno s glazbenim spotovima za "Anti-Hero" i "Bejeweled" tijekom najave albuma Midnights na Amazon Prime Video 20. listopada 2022. Premijerno je prikazan na Swiftovom Vevo kanalu na YouTubeu u ponoć EST 27. siječnja 2023.

### Sinopsis
U psihodeličnom videu Swift ustaje iz svog kreveta, gdje njezin ljubavnik, kojeg glumi Laith Ashley, leži i spava. Maglica boje lavande pojavljuje se ispod kreveta i prekriva sobu. Videozapis se presijeca na Swift na kauču gledajući vremenski kanal na televiziji, u ljubičastom kaputu od umjetnog krzna. Ona puzi prema televiziji kroz mrlje cvjetova lavande i rastavlja ekran poput zastora, otkrivajući ribu koi kako pliva kroz svemir sa zvijezdama i jarkoljubičastim oblacima. U sljedećoj sceni, Swift leži naizgled razgolićena u bazenu ljubičaste boje. Videozapis se isprepliće između Swift u bazenu i lavandi prije nego što pređe na nju na zabavi s njezinim ljubavnikom, gdje plešu, obavijeni maglicom lavande. Videozapis završava kada se Swift vratila u svoju spavaću sobu. Zidovi iznenada padaju, otkrivajući da kuća lebdi u svemiru, a zatim ostavlja nju na oblaku okruženu plutajućim koi ribama.

## Zasluge i osoblje
Zasluge su prilagođene iz napomena uz album Midnights.
Snimanje
- Snimljeno u Rough Customer Studio (Brooklyn), Electric Lady Studios (New York City), i Henson Recording Studio (Los Angeles)
- Miksano u MixStar Studios (Virginia Beach)
- Mastering Sterling Sound (Edgewater, New Jersey)
- Nastup Jahaana Sweeta snimljen je u Sweet Spotu (Los Angeles)
- Nastup Dominika Riviniusa snimljen je u Neon Wave Studiju (Pirmasens, Njemačka)

Osoblje
- Taylor Swift – vokal, tekstopisac, producent
- Jack Antonoff – songwriter, producent, inžinjer, bubnjevi, programmiranje, percussion, sintisajzeri, Juno 6, mellotron, Wurlitzer, background vocals, snimanje
- Zoë Kravitz – tekstopisac, prateći vokal
- Sounwave – tekstopisac, producent, programmiranje
- Jahaan Sweet – tekstopisac, producent, engineer, bas, bass pad, flute, Juno 6, snimanje
- Sam Dew – tekstopisac, prateći vokal, snimanje
- Braxton Cook – dodatni producent
- Dominik Rivinius – snare
- Laura Sisk – inžinjer, snimanje
- Ken Lewis – inžinjer, snimanje
- Megan Searl – asistent inžinjer
- Jon Sher – asistent inžinjer
- John Rooney – asistent inžinjer
- Mark Aguilar – asistent inžinjer
- Jonathan Garcia – asistent inžinjer
- Şerban Ghenea – mixing inžinjer
- Bryce Bordone – asistent mix inžinjer
- Randy Merrill – mastering inžinjer

## Ljestvice
| Ljestvice                  | Najviša pozicija |
| -------------------------- | ---------------- |
| Argentina                  | 70               |
| Australija                 | 2                |
| Austrija                   | 15               |
| Belgija                    | 49               |
| Češka 18                   |                  |
| Danska                     | 27               |
| Filipini                   | 3                |
| Francuska                  | 78               |
| Hrvatska                   | 17               |
| Indonezija                 | 25               |
| Island                     | 9                |
| Irska                      | 2                |
| Italija                    | 63               |
| Kanada                     | 2                |
| Malezija                   | 4                |
| Nizozemska                 | 22               |
| Njemačka                   | 71               |
| Norveška                   | 13               |
| Novi Zeland                | 2                |
| Portugal                   | 7                |
| Singapur                   | 4                |
| Sjedinjene Američke Države | 2                |
| Slovačka                   | 22               |
| Španjolska                 | 36               |
| Švicarska                  | 18               |
| Ujedinjeno Kraljevstvo     | 3                |